# Arojská konfederace
Arojská konfederace byla politická unie, kterou založil kmen Aro z etnika Igbo kolem města Arochukwu na území dnešní jihovýchodní Nigérie. Při největším rozmachu dosahoval vliv státního útvaru oblasti zahrnující východní a střední Nigérii, část dnešního Kamerunu a Rovníkové Guineje.

## Historie
V polovině 18. století některé obchodnické rodiny kmene Aro začaly migrovat více do vnitrozemských a hraničních oblastí etnika Igbo, aby zajistily další otroky pro narůstající poptávku evropských obchodníků. Brzy poté se spojily s okolními kmeny a vytvořily Arojskou konfederaci. Arojská konfederace navázala svou ekonomiku na mezinárodní obchod. Založili proto několik přístavů a obchodních stanic v deltě Nigeru. Cílem unie bylo vytvořit obchodní síť pro mezinárodní obchod, která bude prospěšná pro zapojené státní útvary, kterých nakonec byly desítky. Na počátku 19. století se Arojská konfederace rozšiřovala také vojensky.
Na přelomu 19. a 20. století se do obchodů v oblasti začala vměšovat britská Královská nigerijská společnost, která rozdmýchávala spory uvnitř Arojské konfederace, aby ji tím oslabila. Arojové se Britům postavili na odpor, což vedlo v roce 1899 k neúspěšnému pokusu Britů oblast ovládnout. Válka vypukla o pár let později (1901–1902) a vedla k pádu konfederace a výhře Britů.